# 古古伊米吉尔语
古古伊米吉爾語（Guugu Yimithirr，亦作Guugu Yimidhirr、Guguyimidjir，ˈkuːku ˈjɪmɪt̪ɪr）是澳洲原住民族古古伊米吉爾人的主要語言，屬於帕马-尼永甘语系帕馬語族。。主要分布於遠北昆士蘭的希望谷一帶(位於庫克敦附近)。
「古古伊米吉爾」是由「guugu-yimi-thirr」三詞構成。guugu指「言語、語言」、yimi指「這個」、thirr指「擁有」。
古古伊米吉爾語最大的特色，在於它缺乏指稱相對方位(左右前後)的單詞，只使用絕對方位(東西南北)。這使得該語言使用者普遍具備極佳的方向感。此外，它也是英語單詞「kangaroo」(袋鼠)與「Quoll」(袋貂)的來源。

## 歷史
古古伊米吉爾語是最早被歐洲人發現並記錄的澳大利亞原住民語言。1770年，庫克船長的奮進號停靠於大堡礁進行船隻維修，在此接觸古古伊米吉爾人。
隨行學者約瑟夫·班克斯形容古古伊米吉爾語「與同島的其他語言大不相同，反而更接近英語」，並記錄下「kanguru」(專指一種黑灰色大型袋鼠，後演變為英語袋鼠的泛稱kangaroo)與「dhigul」(袋貂，後演變為英語quoll)等單詞。
另一名隨行學者西德尼·帕金森則在身後發表古古伊米吉爾語實用辭典。

## 音韻

### 元音
|    | 前   | 後   |
| -- | ---- | ---- |
| 閉 | i iː | u uː |
| 開 | a aː | a aː |

### 輔音
|        | 外輔音 | 外輔音 | 舌葉音 | 舌葉音 | 舌尖音 | 舌尖音 |
| 雙唇音 | 軟腭音 | 硬腭音 | 齒音   | 齒齦音 | 捲舌音 |        |
| ------ | ------ | ------ | ------ | ------ | ------ | ------ |
| 塞音   | b      | ɡ      | ɟ      | d̪      | d      | ɖ      |
| 鼻音   | m      | ŋ      | ɲ      | n̪      | n      | ɳ      |
| 邊音   |        |        |        |        | l      |        |
| R音    |        |        |        |        | r      | ɻ      |
| 半母音 | w      | w      | j      |        |        |        |

## 現況
截至2020年6月，現存 1400 位古古伊米吉爾人中只有一半會講古古伊米吉爾語，且流利者多為老人。目前希望谷的長者與學界合作母語教學影片並上傳 YouTube；當地的「希望谷約克角半島澳大利亞原住民學院」亦開設相關課程，並於COVID-19疫情期間持續線上授課。